# Nick Swardson
Nicholas Swardson, detto Nick (Minneapolis, 9 ottobre 1976), è un attore e produttore cinematografico statunitense.

## Biografia
Nativo di Minneapolis, Swardson è nato da Roger e Pamela Swardson, ed è il più giovane di tre fratelli, ha una sorella Rachel e il fratello John. All'età di 13 anni, i suoi genitori divorziarono. Dopo la laurea nel 1996, Swardson decise di proseguire stand-up comedy, piuttosto che frequentare il college.
Ha partecipato a diverse pellicole con l'amico Adam Sandler nel corso della sua carriera.
Nel 2011 ha recitato, co-scritto e co-prodotto il film Bucky Larson: Born to Be a Star, prodotto anch'esso dalla Happy Madison Productions. Nello stesso anno ha recitato al fianco di Jesse Eisenberg, Danny McBride e Aziz Ansari nel film 30 Minutes or Less e in Jack e Jill.

## Riconoscimenti
- Nomination ai Razzie Awards 2011: Peggior attore non protagonista per Mia moglie per finta

## Filmografia parziale

### Attore
- Cocco di nonna (Grandma's Boy), regia di Nicholaus Goossen (2006)
- Gli scaldapanchina (The Benchwarmers), regia di Dennis Dugan (2006)
- Cambia la tua vita con un click (Click), regia di Frank Coraci (2006)
- Blades of Glory - Due pattini per la gloria (Blades of Glory), regia di Will Speck e Josh Gordon (2007)
- Io vi dichiaro marito e... marito (I Now Pronounce You Chuck and Larry), regia di Dennis Dugan (2007)
- La vita secondo Jim (According to Jim) - serie TV, 1 episodio (2008)
- Zohan - Tutte le donne vengono al pettine (You Don't Mess with the Zohan), regia di Dennis Dugan (2008)
- La coniglietta di casa (The House Bunny), regia di Fred Wolf (2008)
- Racconti incantati (Bedtime Stories), regia di Adam Shankman (2008)
- Mia moglie per finta (Just Go with It), regia di Dennis Dugan (2011)
- Bucky Larson: Born to Be a Star, regia di Tom Brady (2011)
- 30 Minutes or Less, regia di Ruben Fleischer (2011)
- Jack e Jill (Jack and Jill), regia di Dennis Dugan (2011)
- Indovina perché ti odio (That's My Boy), regia di Sean Anders (2012)
- Ghost Movie (A Haunted House), regia di Michael Tiddes (2013)
- Un weekend da bamboccioni 2 (Grown Ups 2), regia di Dennis Dugan (2013)
- The Do-Over, regia di Steven Brill (2016)
- Sandy Wexler  (Sandy Waxler), regia di Steven Brill (2017)
- Buddy Games, regia di Josh Duhamel (2019)
- La Missy sbagliata (The Wrong Missy), regia di Tyler Spindel (2020)
- Un tipo imprevedibile 2 (Happy Gilmore 2), regia di Kyle Newacheck (2025)

### Doppiatore
- Bolt - Un eroe a quattro zampe (Bolt), regia di Chris Williams e Byron Howard (2008)
- Leo, regia di Robert Marianetti, Robert Smigel e David Wachtenheim (2023) - voce di Cinnabun

### Produttore
- Io vi dichiaro marito e... marito (I Now Pronounce You Chuck and Larry), regia di Dennis Dugan (2007)

## Doppiatori italiani
Nelle versioni in italiano dei suoi lavori, Nick Swardson è stato doppiato da:
- Fabrizio Manfredi in Io vi dichiaro marito e... marito, Mia moglie per finta, Jack & Jill, Pixels, The Do-Over, Sandy Wexler
- Massimo De Ambrosis in Cambia la tua vita con un click, Indovina perché ti odio, Ghost Movie
- Oreste Baldini in Gli scaldapanchina, Bucky Larson: Born to Be a Star, The Ridiculous 6
- Nanni Baldini in Zohan - Tutte le donne vengono al pettine
- Simone D'Andrea in Blades of Glory - Due pattini per la gloria
- Massimiliano Virgilii in 30 Minutes or Less
- Roberto Gammino in Cocco di nonna
- Andrea Mete in Art School Confidential - I segreti della scuola d'arte
- Riccardo Scarafoni in Un weekend da bamboccioni 2

Da doppiatore è sostituito da:
- Nanni Baldini in Bolt - Un eroe a quattro zampe, Leo
- Fabrizio De Flaviis in Hell and Back
- Giuseppe Russo in Hoops